# Ровнов, Алексей Сергеевич
Ровнов, Алексей Сергеевич — заслуженный деятель науки РСФСР, профессор, полковник медицинской службы, главный хирург Дальневосточного фронта.

## Биография
Ровнов А.С Родился в городе Калуга в семье служащего.
В 1927 году закончил медицинский факультет 2-го Московского университета.
С 1927 по 1930 год был ординатором госпитальной хирургической клиники того же университета.
С 1930 по 1932 год стал аспирантом.
С 1932 по 1933 год работал научным сотрудником НИИ Красной Армии.
С 1933 по 1934 год работал ординатором в хирургическом отделении 5-й Советской больницы в Москве.
С 1935 по 1939 год становится ассистентом госпитальной хирургической клиники 2-го Московского медицинского института.
С 1939 по 1957 год состоял в рядах Советской Армии. Участник ВОВ, главный хирург 2-го Дальневосточного фронта.
В 1936 году Ровнову А.С присвоена ученая степень кандидата медицинских наук. В 1939 году присвоено звание доцент.
С 1939 по 1941 год преподаватель кафедры военно-полевой хирургии военного факультета Центрального института усовершенствования врачей.
С 1941 по 1945 год во время Великой Отечественной войны Алексей Сергеевич был хирургом полевых подвижных госпиталей.
В 1945 году стал главным хирургом 2-го Дальневосточного фронта.
С 1945 по 1953 год Ровнов А.С являлся старшим преподавателем кафедры клинической и военно-полевой хирургии военного факультета Центрального института усовершенствования врачей.
С 1957 по 1959 год являлся заведующим кафедрой общей хирургии Минского медицинского института.С 1959 года на протяжении 20 лет — заместитель директора по научной работе Института сердечно-сосудистой хирургии им. А. Н. Бакулева.
Умер в 1979 году. Похоронен на Ваганьковском кладбище (37 уч.).

## Научная деятельность
Под руководством Ровнова А.С. выполнено 3 докторских и 11 кандидатских диссертаций. Алексей Сергеевич является автором около 100 научных работ.
Главные научные труды Ровнова А.С. посвящены трудностям военно-полевой хирургии. Он является руководителем разработок по использования электрической стимуляции сердца при нарушениях атриовентрикулярной проводимости. Так же он посвятил время изучению тактики хирурга при огнестрельных повреждениях черепа, мозга, грудной клетки, разрывах селезенки, тепловых ожогах.
В 1950 году изобрел методику увеличения действия пенициллина, который вводили раненым на передовых этапах медицинской эвакуации и предложил систему организации переливания крови в условиях военных действий.
В 1956 году принимал участие в подготовке руководства для военных врачей.
В 1958 году, работая в Минском медицинском институте работал над вопросом лечения острой кишечной непроходимости.
В 1959 году Ровнова А.С. изучал вопросы обезболивания в хирургии и хирургической тактике при закрытых травмах живота в 1960 году.
Был членом правлений Всесоюзного общества хирургов, Научного общества хирургов БССР, Депутатом Московского городского Совета.

## Монографии
- Комбинированные поражения атомным оружием
- Особенности лечения ран, сочетанных с развитием лучевой болезни
- Особенности течения термических ожогов при лучевой болезни

## Семья
- Отец — Ровнов Сергей Васильевич (1863)
- Мать — Ровнова (Кузмичева) Анна Аггеевна (1871)
- Жена —  Зинаида Васильевна Семенова (6 октября 1901)
- Дочь — Воронина (Ровнова) Нинэль Алексеевна (29 марта 1930)
- Внук — Воронин Алексей Александрович (04 февраля 1956)
- Правнучка — Воронкова (Воронина) Екатерина Алексеевна (13 июня 1989)